# Athimarapatti
Athimarapatti é uma panchayat (vila) no distrito de Toothukudi , no estado indiano de Tamil Nadu.

## Demografia
Segundo o censo de 2001,  Athimarapatti  tinha uma população de 17,527 habitantes. Os indivíduos do sexo masculino constituem 51% da população e os do sexo feminino 49%. Athimarapatti tem uma taxa de literacia de 68%, superior à média nacional de 59.5%; com 53% para o sexo masculino e 47% para o sexo feminino. 13% da população está abaixo dos 6 anos de idade.